# 篠脇城
篠脇城（しのわきじょう）は、岐阜県郡上市大和町にあった日本の城（山城）。国の史跡に指定されている（指定名称は「東氏館跡及び篠脇城跡」）。

## 概要
この地域一帯を支配していた東氏が8代・約230年間にわたって居城とした。栗巣川左岸の標高約523メートルの篠脇山山頂にあり、北は牛道郷（現・郡上市白鳥町）、北東は寒水（現・同市明宝）、東は小駄良（現・同市八幡町）にそれぞれ通じ、西方2キロメートル弱に長良川がある要衝だった。北側の麓には東氏館跡庭園がある。

## 歴史
『大和村史』によれば初代・東胤行の晩年に築城が始まり、14世紀前半の四代・東氏村のとき本格的に城が完成して移住したとされる。
東胤行は承久の乱の功績により美濃国郡上郡山田庄を加領され、郡上東氏の開祖となった。14世紀初めごろ、東氏村により阿千葉城から拠点を移したとされる。
1468年（応仁2年）には斎藤妙椿に攻められて落城したが、関東に在陣していた東常縁がこれを伝え聞いて詠んだ歌が妙椿に伝わり、贈歌10首と引換えに城を返還した、と『鎌倉大草紙』にはある。1471年（文明3年）から1477年（文明9年）にかけて、宗祇が篠脇城に常縁を訪ねて古今伝授を受けている。
1540年（天文9年）に朝倉氏が来攻し、第11代の東常慶が撃退したが、これを機に翌1541年には赤谷山城に居城を移したため、篠脇城は廃城となった。
後に遠藤氏が東氏の後を継ぎ、郡上八幡城を本拠としている。

## 構造

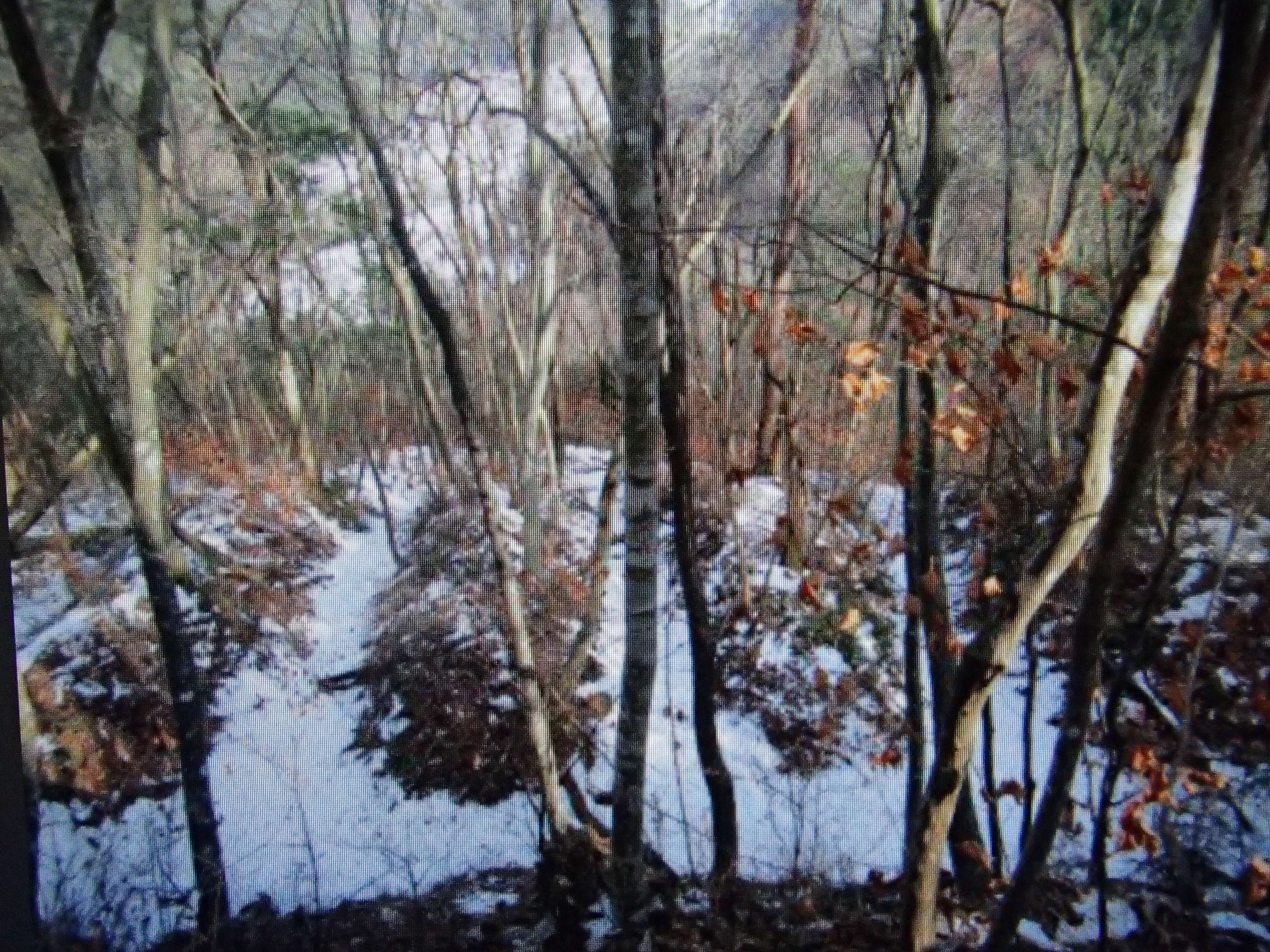
積雪した篠脇城の畝状竪堀(岐阜県郡上市大和町)

年不詳の『篠脇城跡略図』によると、麓の東西に土井（土居）、中央に門口、東方に矢場、西方には馬場があったとされる。土井囲の中には東氏の館があった。現在は山麓の登り口に表門跡とされる礎石がある。山頂の三段の平地のうち最上段が本丸跡と推定される。山上の曲輪を囲むように掘られた畝状竪堀がこの城の特徴で、地元では「臼の目堀」と呼んでいる。ほとんどは現状の深さ2-3メートル、底幅2メートル、長さ10-40メートルで、その内2本が山麓まで達する。南側は尾根続きのため土塁や堀切を設けている。二の丸の西北に湧水があり、城の飲料水だったと考えられる。
国史跡指定を目標とする郡上市教育委員会による発掘調査が2020年から実施され、庭園を備えていたことが判明した。庭園跡地には景石のほか池の跡とみられる窪地がみられる。

## 現地情報

### 所在地
- 岐阜県郡上市大和町牧（篠脇山）

### 交通アクセス（登城口）
鉄道
- 長良川鉄道越美南線徳永駅より東へ徒歩約30分